# Thad Jones/Mel Lewis Orchestra
La Thad Jones/Mel Lewis Orchestra è stata una big band di jazz formata dal trombettista Thad Jones e dal batterista Mel Lewis a New York nel 1965.

## Storia
La band si è esibita per dodici anni nella sua struttura  originale con un tour anche in Unione Sovietica nel 1972, durante l'apice della cosiddetta  Guerra Fredda. vincendo un Grammy Award nel 1978 per l'album Live in Munich e nel 2009 per l'album Monday Night Live at the Village Vanguard.
La collaborazione si è conclusa nel 1978 quando  Thad Jones decise all'improvviso di trasferirsi a Copenaghen, in Danimarca. Da quel momento la band è diventata la Mel Lewis Jazz Orchestra. Dalla morte di Lewis nel 1990 è rimasta attiva come Vanguard Jazz Orchestra, mantenendo  una residenza stabile il lunedì sera al Village Vanguard jazz club di New York per cinque decenni.
La Thad Jones/Mel Lewis Orchestra è stata probabilmente la big band più influente dall'epoca dello swing, anche grazie alla sinergia fra il  linguaggio batteristico di Lewis, che  ha portato lo stile caratteristico delle piccole formazioni nella struttura della big band, e gli arrangiamenti di Jones, che influenzarono in seguito diversi compositori e arrangiatori di rinomate big band.

## Discografia

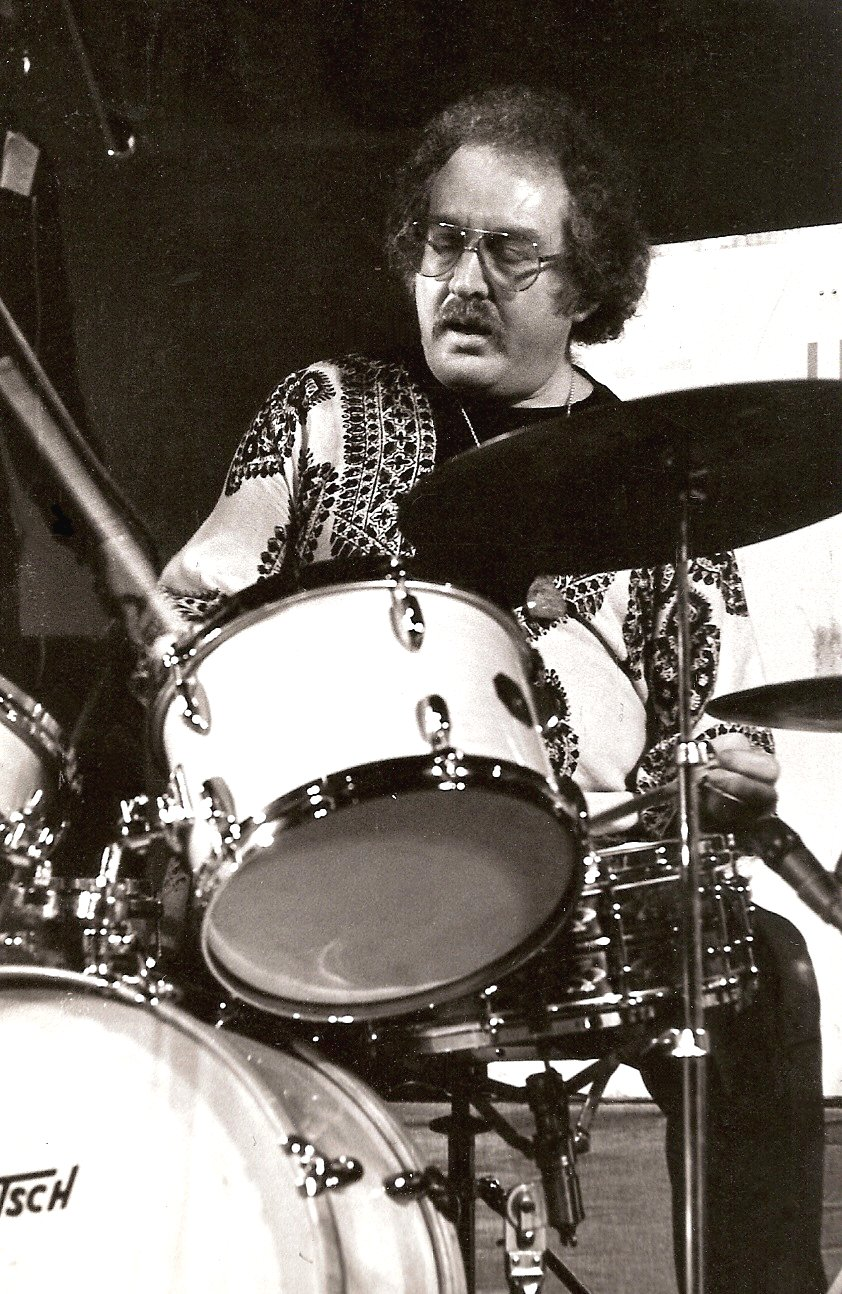
Mel Lewis ha portato con il suo approccio alla batteria lo stile caratteristico delle piccole formazioni nella struttura della big band

- 1966 – All My Yesterdays (The Debut 1966 Recordings at the Village Vanguard) (Resonance Records)
- 1966 – The Jazz Orchestra (Solid State Records)
- 1966 – Presenting Joe Williams & the TJones / MLewis orchestra (Solid State)
- 1967 – Live at the Village Vanguard (Solid State)
- 1968 – Monday Night at the Village Vanguard (Solid State)
- 1968 – The Big Band Sound of T.Jones/M.Lewis (featuring Miss Ruth Brown) (Solid State)
- 1969 – Central Park North (Solid State)
- 1969 – Basle 1969 (TCB records)
- 1970 – Consummation (Blue Note Records)
- 1970 – Village Vanguard Live Sessions 3 (Lester recording catalog)
- 1973 – Manuel de Sica & the Jazz Orchestra (Pausa)
- 1974 – Potpourri (Philadelphia International Records)
- 1974 – Live in Tokyo (Columbia Records)
- 1975 – Suite for Pops (Horizon, 1972 & 75)
- 1975 – Greetings and Salutations (Four Leaf records)
- 1976 – New Life (Horizon)
- 1976 – Live at Jazz Jantar (Poljazz)
- 1976 – Live in Munich (Horizon)
- 1976 – Rhoda Scott in New York (Barclay)
- 1977 – T.Jones/M.Lewis & UMO (RCA)
- 1977 – It Only Happens Every Time (with Monica Zetterlund) (EMI Sweden)
- 1978 – One More time ! (Poljazz)
- 1978 – Body and Soul (in East Berlin) (West Wind)

## Formazione
Hanno fatto parte della Thad Jones/Mel Lewis Orchestra:
- Trombe: Thad Jones, Bill Berry, Danny Stiles, Richard Williams, Marvin Stamm, Snooky Young, Jon Faddis
- Tromboni: Bob Brookmeyer, Jimmy Knepper, Quentin Jackson
- Sassofoni: Jerome Richardson, Jerry Dodgion, Eddie Daniels, Joe Farrell, Pepper Adams, Billy Harper, Joe Henderson
- Piano: Hank Jones, Roland Hanna
- Contrabbasso: Richard Davis, George Mraz
- Batteria: Mel Lewis

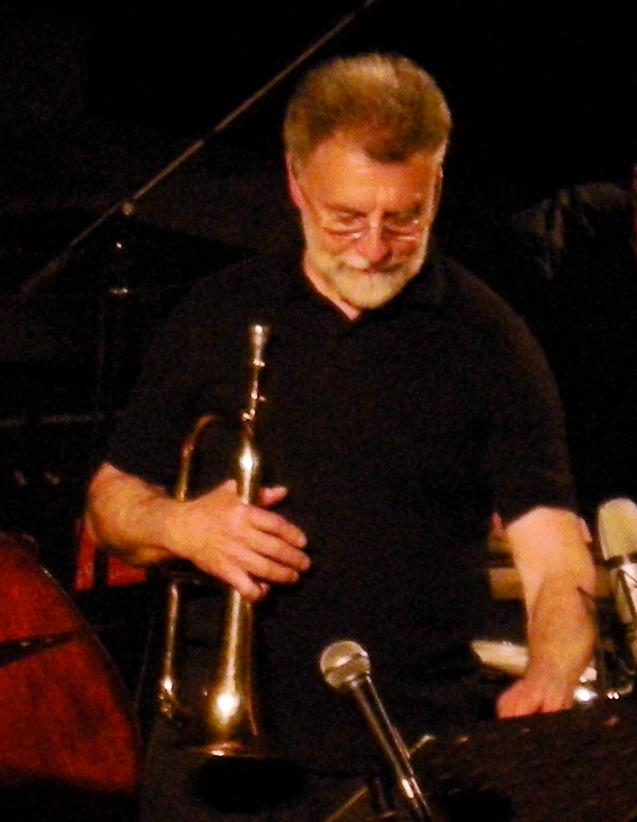
Marvin Stamm
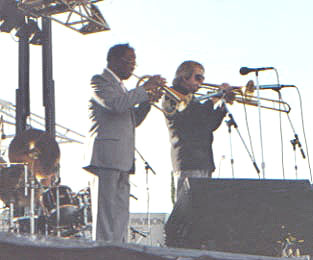
Bob Brookmeyer
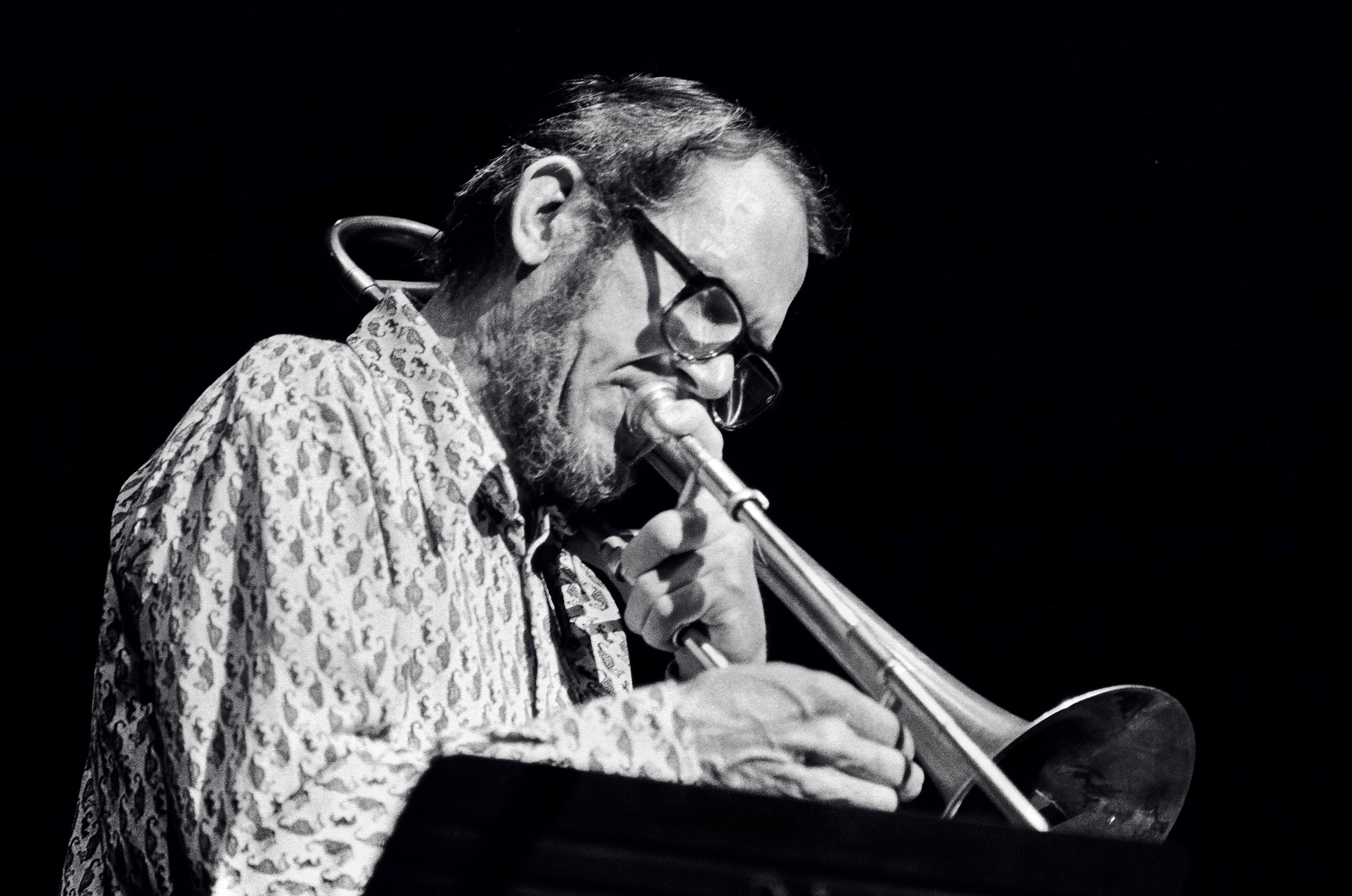
Jimmy Knepper
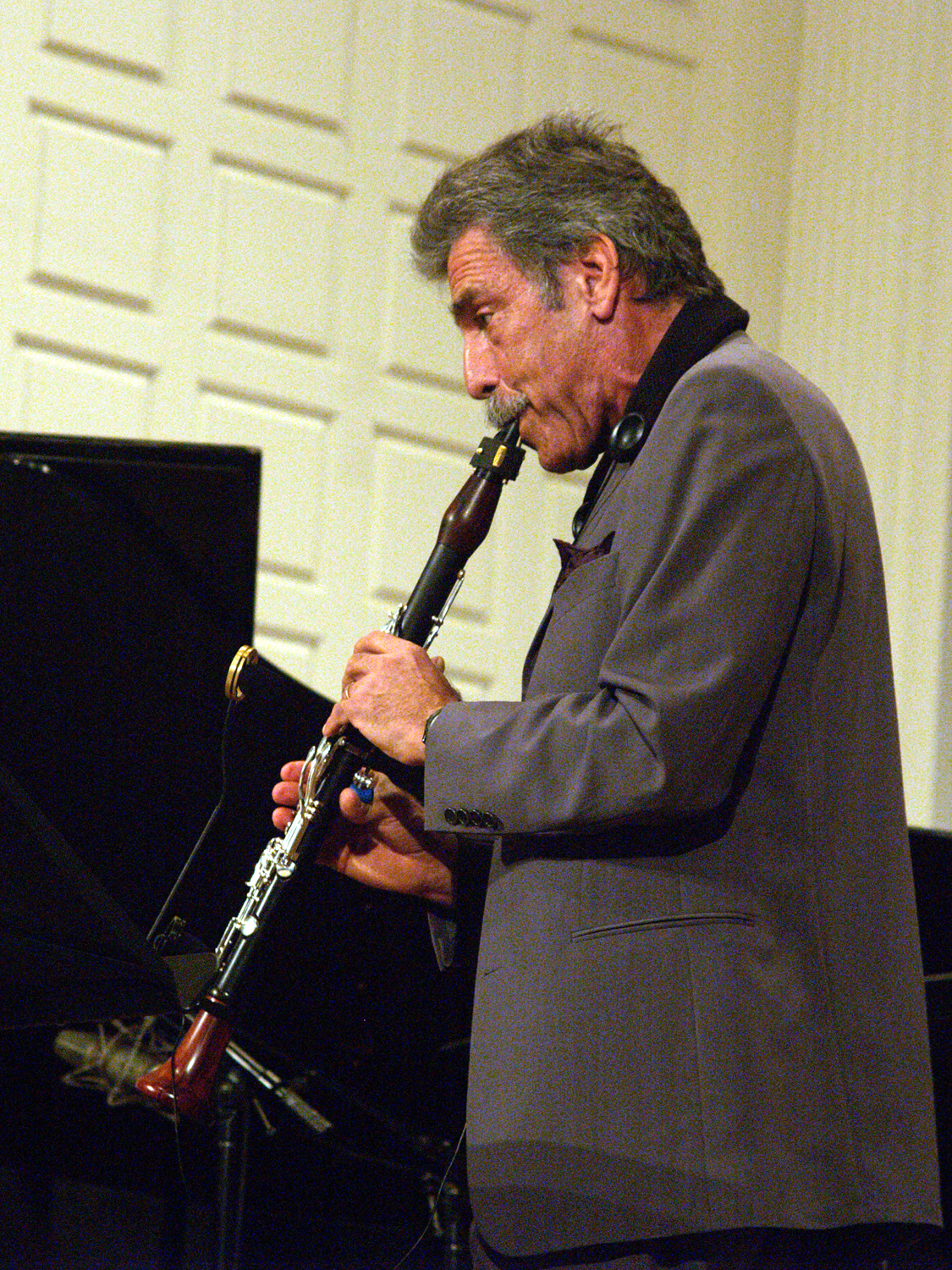
Eddie Daniels
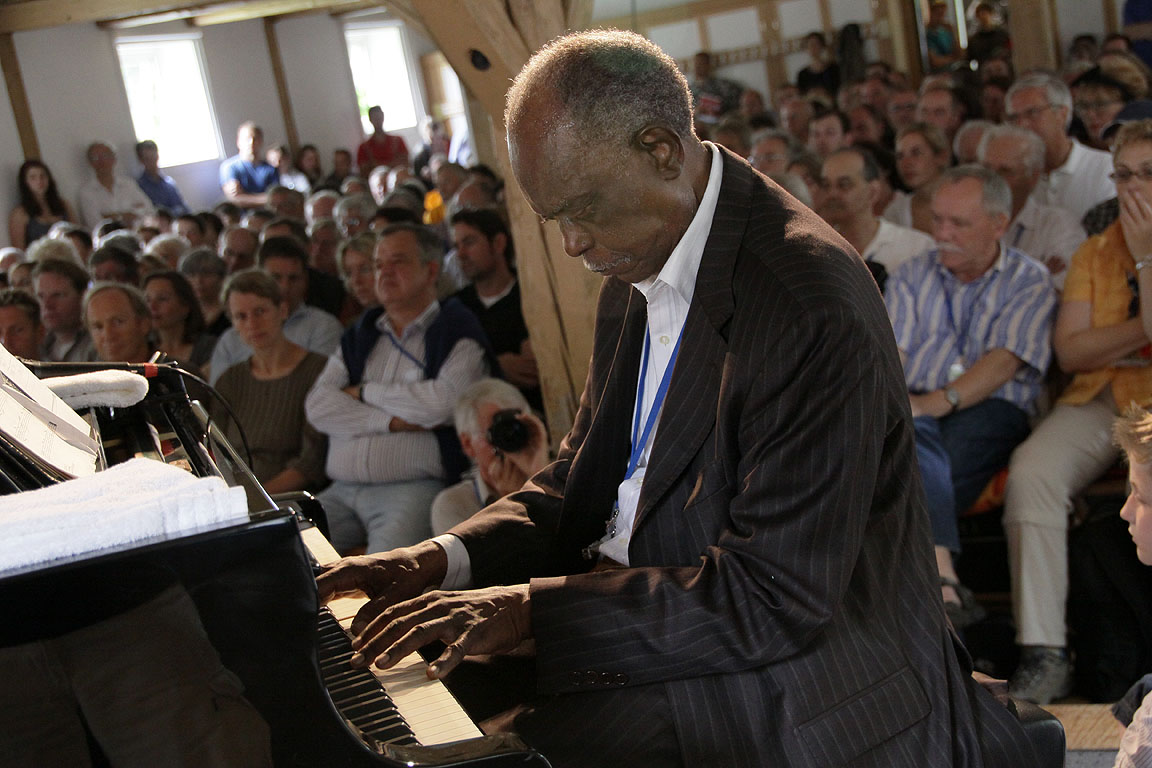
Hank Jones
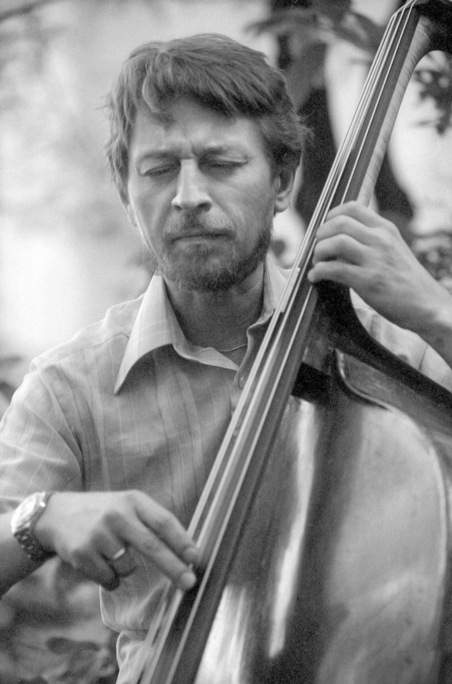
George Mraz